# Alfa Romeo Romeo
De Alfa Romeo Romeo was een lichte bedrijfswagen die door Alfa Romeo in 1954 op de markt werd gebracht en beschikbaar was als bestelwagen en lichte vrachtwagen. Deze bestelwagens werden in 1984 vervangen door de Alfa Romeo AR6 die gebaseerd was op de Fiat Ducato bedrijfswagen.

## Romeo
De eerste generatie Alfa Romeo T10 "Autotutto"  ("alle doeleinden") werd geïntroduceerd op het autosalon van Turijn in 1954 als bestelwagen en minibus. Daarna kwamen er nog meer varianten op de markt, waaronder een bestelwagen met verhoogd dak, een "promiscue" (een minibus met zijruiten en extra zitplaatsen), een schoolbus en een ambulance. De bestelwagen maakte gebruikt van de 1290 cm³ viercilinder Alfa Romeo Twin Cam motor met 35 pk. Dit zorgde voor een topsnelheid van 97 km/u. Er was ook een tweecilinder tweetakt dieselmotor met compressor van 30 pk beschikbaar.

## Romeo 2

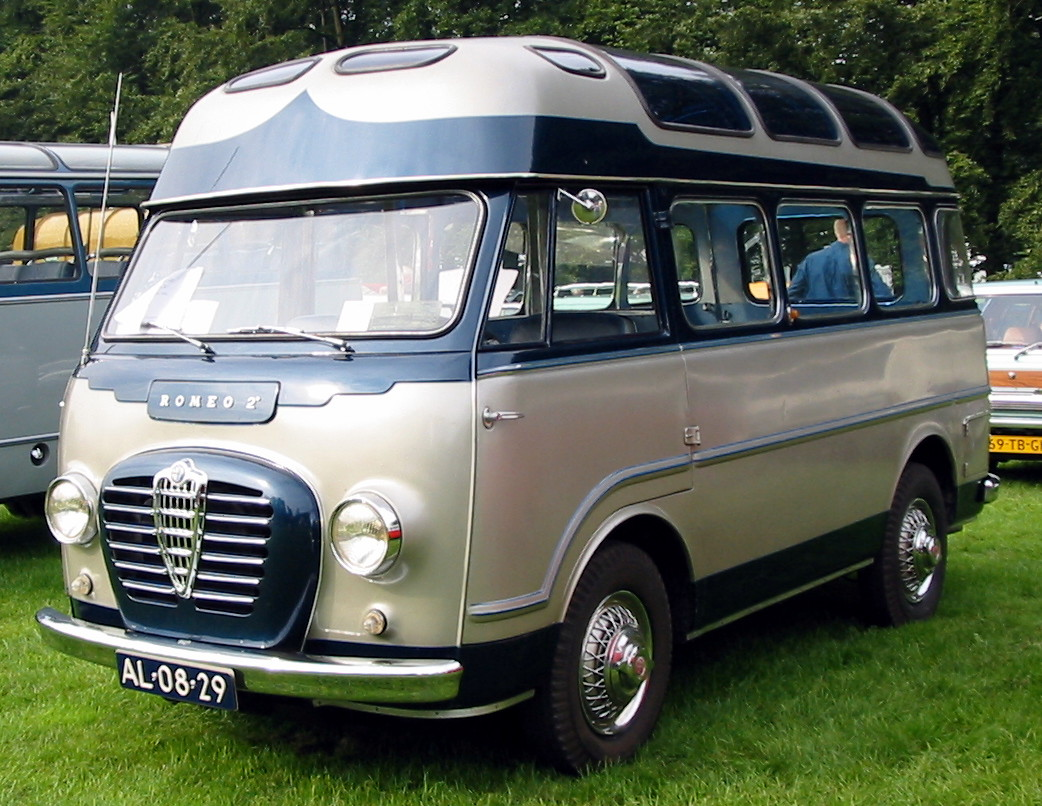
Romeo 2 minibus

De Romeo 2 kwam op de markt in 1957. Deze tweede generatie werd gebouwd in Italië en onder licentie in Spanje door FADISA (Fabricacion de Automoviles Diesel S.A.). De Spaanse versie had een 1,6 liter Perkins-dieselmotor en een gesynchroniseerde versnellingsbak.

## Romeo 3
De Romeo 3, de derde en laatste generatie, werd geïntroduceerd in 1966 en bevatte een aantal verbeteringen ten opzichte van zijn voorganger, waaronder een hydraulische koppeling en verstelbare zetels. De Romeo 3 was slechts een zestal maanden beschikbaar toen hij werd vervangen door de F11 en F12 bestelwagens die uitgerust waren met de Giulia 1300 motor. Van de drie Romeo-generaties werden tussen 1954 en 1966 zo'n 23.000 exemplaren gebouwd.

## F12/A12 en F11/A11

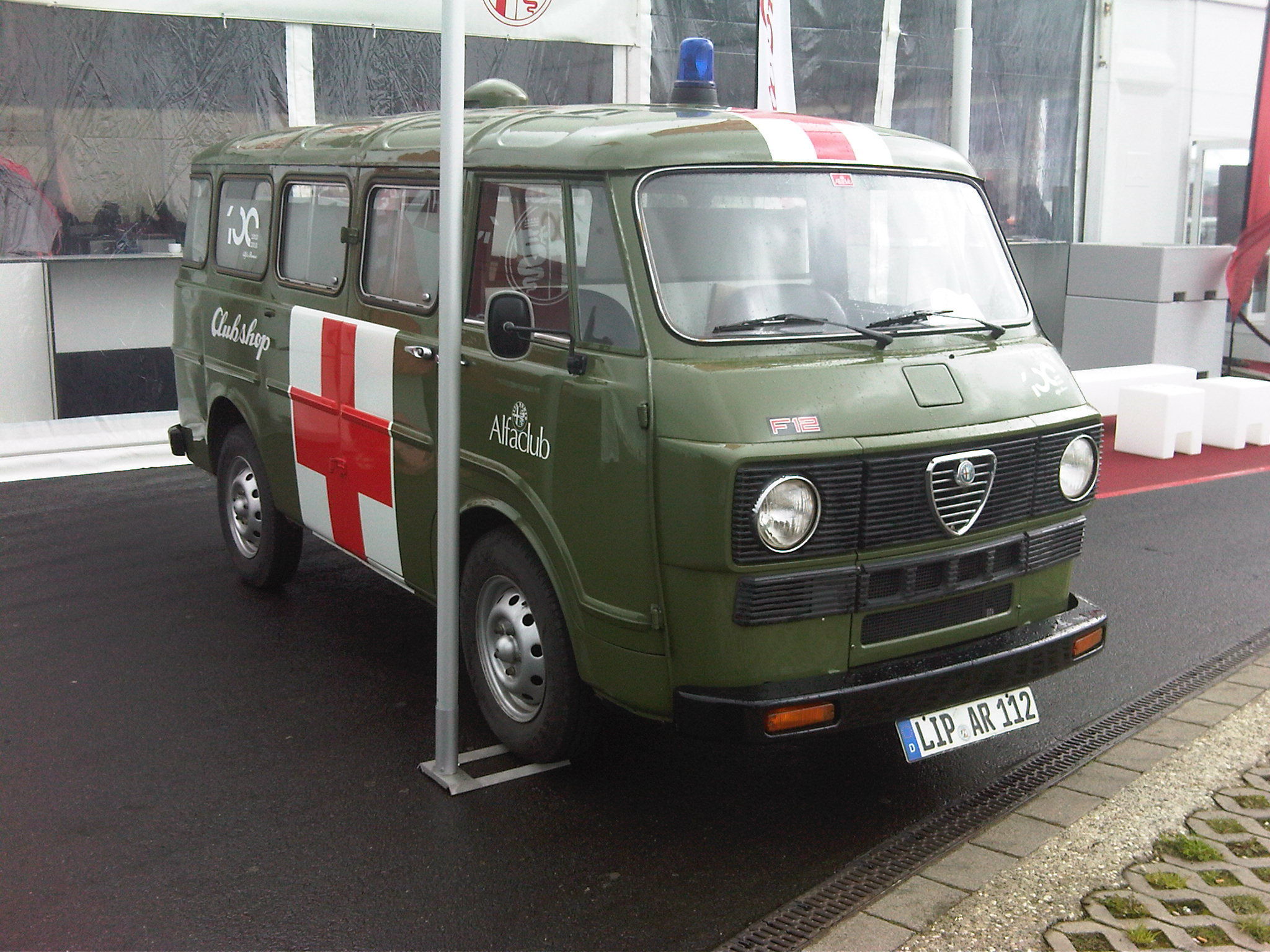
1977-1983 Alfa Romeo F12 (facelift)

De Romeo werd in 1967 opgevolgd door de Alfa Romeo F12 en A12 bestelwagens. Deze bestelwagens waren voorzien van een Giulia 1300 motor.
De bestelwagen kreeg een groter verchromed radiatorrooster en de 1290 cm³ Alfa Romeo Twin Cam benzinemotor werd opgevoerd tot 52 pk, wat zorgde voor een topsnelheid van bijna 115 km/u. De motor was voorin geplaatst en dreef via een manuele 4-bak de voorwielen aan. Het remsysteem bestond uit schijfremmen vooraan en trommelremmen achteraan. Vanaf 1973 was er ook een viercilinder Perkins-dieselmotor van 1760 cm³ beschikbaar die 52 pk leverde. Deze dieselmotor werd vanaf 1976 ook in de Alfa Romeo Giulia gebruikt.
Er werd niet langer gebruik gemaakt van een modelnaam. In plaats daarvan werd de volgende type-denotatie gebruikt: "F" voor "furgone" (bestelwagen), "A" voor "autocarro" (lichte vrachtwagen) en "12" voor een laadvermogen van 12 quintali (1 quintale = 100 kg).
Van 1967 tot 1971 was er ook een F11 en een A11 beschikbaar. Deze bestelwagens hadden een kleiner laadvermogen en een motorisatie met minder vermogen.
In 1977 kregen de bestelwagens een facelift met een radiatorrooster in zwarte kunststof.  De verchroomde emblemen werden vervangen door zwarte stickers.  In 1983 werd de productie stopgezet, er werden in totaal zo'n 17.300 exemplaren van de F12/A12/F11/A11 geproduceerd.
De F12 werd in Spanje ook door Motor Ibérica geproduceerd onder de naam Ebro F-100 en evolueerde daar nog verder tot de Ebro F-260. Na de overname van Motor Ibérica door Nissan Motors in 1987 ging deze bestelwagen verder door het leven als de Nissan Trade, de laatste exemplaren rolden pas in 2001 van de band.

## AR6 en AR8

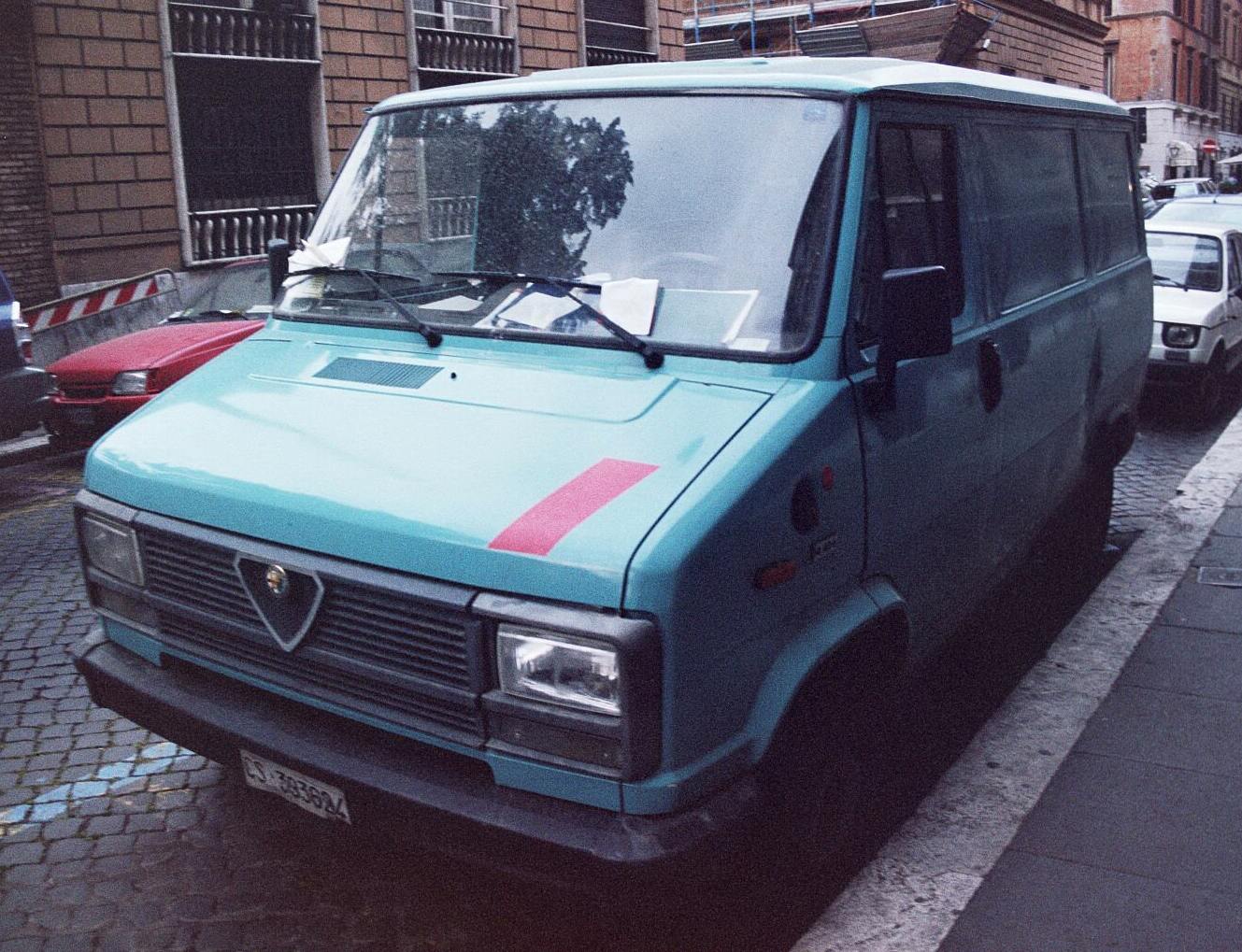
Alfa Romeo AR6.14

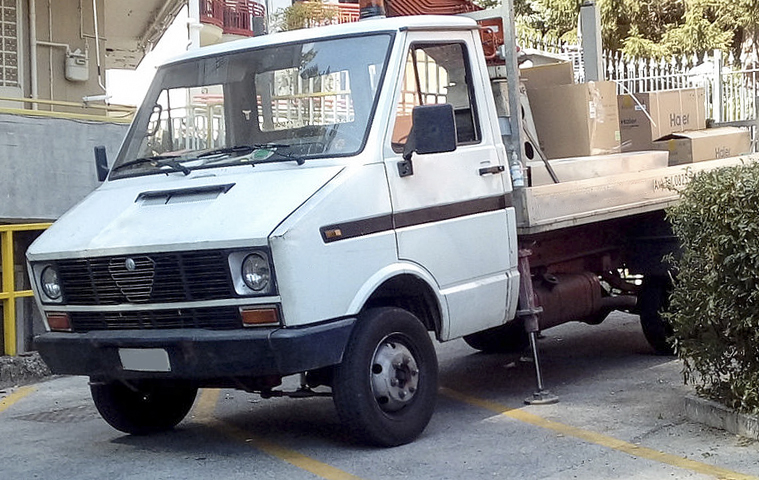
Alfa Romeo AR8

Tussen 1978 en 1989 bracht Alfa Romeo ook enkele bedrijfswagens op de markt die afgeleid waren van modellen van Iveco en Fiat. De AR8 was gebaseerd op de eerste generatie Iveco Daily en de AR6 was gebaseerd op de eerste generatie Fiat Ducato.  Beide bestelwagens werden voorzien van het typische schildvormige Alfa Romeo radiatorrooster.